# Cahmans grytgjuteri
Cahmans grytgjuteri var ett gjuteri i Majorna i Göteborg åren 1764–1823. Bruket var beläget vid Röda sten i Klippan.
Grytgjuteriet i Klippan grundades 1764 av brukspatronen och polske baronen Johan Cahman (död 1780), som den 9 februari samma år fått privilegiebrev. Det var för tiden modernt och nyttjade den senaste och mest utvecklade gjuteritekniken från England med en stenkolseldad reverberugn. År 1770 var gjuteriet en av de största industriella anläggningarna i Göteborg, med en produktion av 54 267 daler silvermynt. Samma år var endast Jacob och Carl Coopmans ylleväveri större, med 67 000 daler silvermynt.
Klippan var en lämplig plats för verksamheten, då där fanns en hamn för fartygen som fraktade den importerade stenkolen och skrotat gjutjärn för omsmältning till gjuteriet, liksom för utskeppning av produktionen. Likaså fanns det en stor efterfrågan på produkterna i omgivningen. Gjuteriet tillverkade främst grytor, kastruller, kittlar, mortlar, fyrfat, stekpannor och brandjärn, liksom vikter, spishällar och ugnar. På 1770-talet började man även tillverka mot beställning.
Johan Cahman sålde år 1772 gjuteriet till Christian Arwidsson, och det första dokumentet om vad som tillverkades här är från 1773: "Diwerse Grytor om 43,899K Kannerum å 24 öre s:mt", "D:o Castroller, The Kittlar, Mortare, Fyrfat, Stekpannor och Brandjern", "Diwerse sorters Wigter, Bakugnar, Spishällar, Brättspelshiul för Skiep med dess pannor, samt Torkugnar til Såckerbruk." Tillverkningen 1775 uppgick till 18 525 daler silvermynt.
År 1800 hamnade man i ekonomisk kris, varvid Cahman 1801 återtog ledningen. Det såldes på konkursauktion år 1806 till G.B. Santesson & Söner av Christian Arfwidsson & Co, vilka utökade anläggningen för att kunna producera större föremål och behöll det fram till 1815. Därefter och fram till nedläggningen år 1823 drevs det av Anders Magnus Prytz.

## Byggnader tillhörande gjuteriet 1789
- "En kålbod, gammal, af stolpar och bräder, 16 al. i fyrkant och 7 al. hög, under brädtak."[7]
- "En smedja timrad af Grantimmer, innehållande sjelfwa smedjewärkstaden och 2:ne rum på ena ändan, upbygd 1783 på 1 al. stenfot, 21 al. lång, 14 al. bred, 6 al. hög, i godt stånd. Taket af bräder och tegelpannor."[7]
- "Grytgjuterihuset, i förswarligt stånd, år 1776 upbygt af dels masteträd, dels annat groft korswärke på 3 K al, hög stenfot, 50 al. i bredden och 11 al. högt, under bräde och tegeltak."[7]
- "En kålbod af korsswerke, bygd 1777, 25 al. lång, 18 al. bred och 6 al. hög, gammal och bristfällig."[7]
- "En materialbod, gammal, utan at någon wet när den blifwit bygd. I längden 25 al, bredden 15 al. och höjden 7 al, täckt med bräder, wäggarne af korsswerke med brädklädning i någorlunda stånd."[7]